# Condylocardia sanctipauli
Condylocardia sanctipauli is een tweekleppigensoort uit de familie van de Condylocardiidae. De wetenschappelijke naam van de soort is voor het eerst geldig gepubliceerd in 1896 door F. Bernard.